# Burebista
Burebista (c. 82-44 f.v.t.) var en konge af Dakien.
| Biografi | Spire Denne biografi er en spire som bør udbygges. Du er velkommen til at hjælpe Wikipedia ved at udvide den. |